# Discophora lepida
Discophora lepida är en fjärilsart som beskrevs av Moore 1857. Discophora lepida ingår i släktet Discophora och familjen praktfjärilar. Inga underarter finns listade i Catalogue of Life.

## Bildgalleri

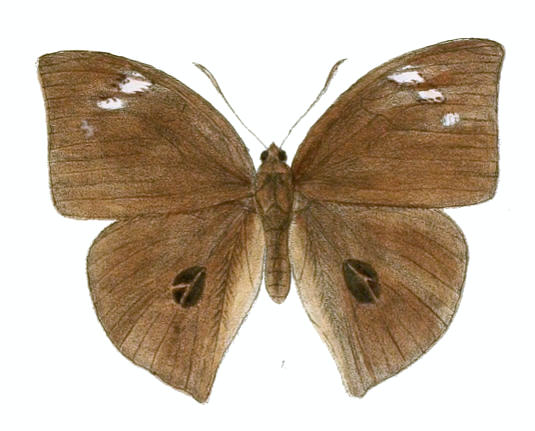
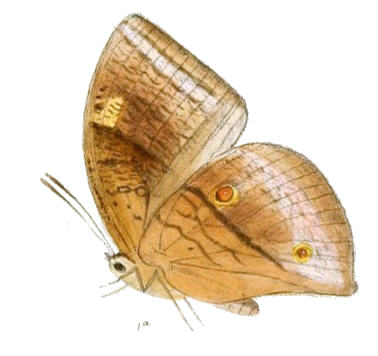
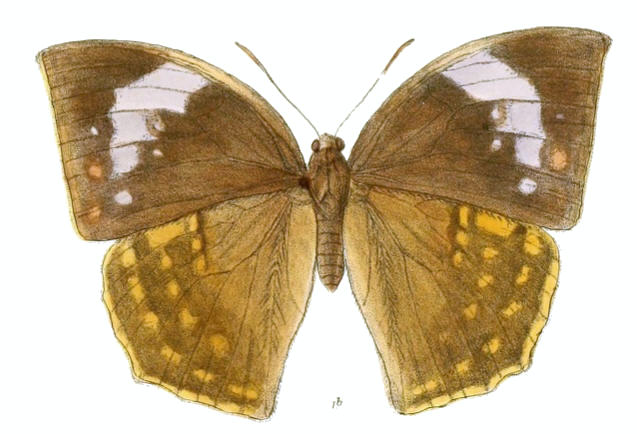
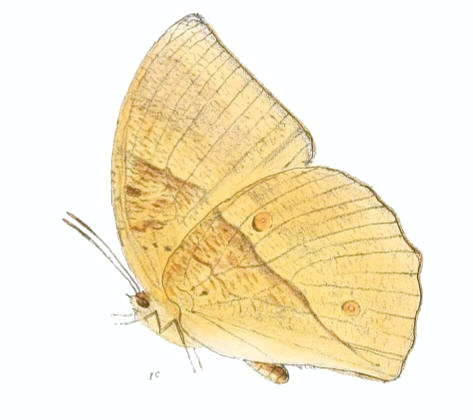
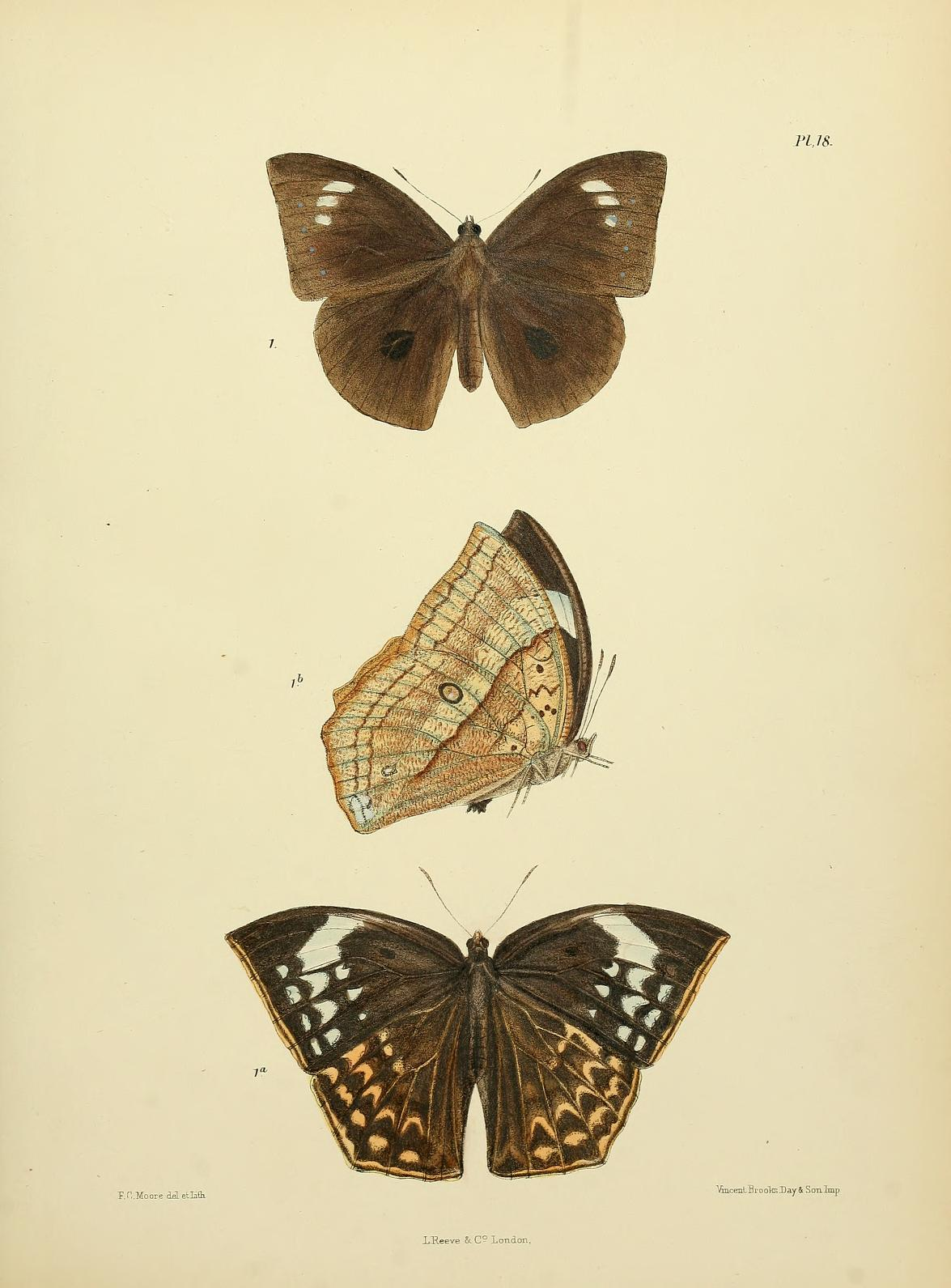